# 伊宁市
伊宁市是中国新疆维吾尔自治区伊犁哈萨克自治州辖下的一个县级市，为该州首府。清代为伊犁将军驻地，后为宁远县（伊宁县）辖区。1952年5月，以伊宁县县城的五个区设立伊宁市。位于伊犁河谷内，是该地区重要的物资集散地和工业中心，现为新疆生产建设兵团第四师和武警新疆总队机动第四支队驻地。市人民政府駐新華西路。
唐朝时，为蛰失密城所在。后名为“古丽扎”。清代突厥语地名稱固勒扎（維吾爾語：غۇلجا‎，拉丁维文：Ghulja）。当代别名“古丽斯坦”（花城）。

## 歷史

### 烏孫國
西元前三世紀（相當於秦代）時，伊犁河谷是塞迦（斯基泰）人与烏孫人活動的區域。前二世紀初，匈奴崛起，迫使大月氏西迁伊犁河谷，大月氏攻擊烏孫牧地，烏孫族大敗，昆莫難兜靡被殺害。匈奴冒頓單于收留烏孫餘部，孫兒軍臣單于於前113年左右指派難兜靡之子獵驕靡率領烏孫征討伊犁河、楚河流域的大月氏，烏孫軍大獲全勝，隨後獵驕靡在伊犁河谷建立了烏孫國。匈奴通過烏孫間接控制從伊犁河流域西抵伊朗高原的交通線。雖然軍臣單于死後，烏孫國便「不肯復事匈奴」，但是很長時間內一直羈屬匈奴。
《漢書·西域傳》記載：「烏孫國，大昆彌治赤谷城，去長安八千九百里。戶十二萬，口六十三萬，勝兵十八萬八千八百人……」認為烏孫在西域「最為疆國」。西元前110年，烏孫與西漢結盟，西漢利用烏孫牽制匈奴在天山以北的勢力。西元前58年，匈奴分裂，對西漢而言，烏孫失去盟友的價值，舉動開始受到西漢新組織西域都護府監視。加上烏孫在「狂王」泥靡死後發生繼承人問題，內部分裂後由大小昆彌分治，在二世紀中葉又遭到鮮卑首領檀石槐攻擊，國勢漸漸衰弱。
三世紀時，烏孫曾經向曹魏政權進貢。西元318年，鮮卑拓跋部首領鬱律重創烏孫。五世紀初，蒙古高原的柔然與烏孫西北方的悅般聯手，烏孫被迫避居天山山中。
西元439年，北魏統一華北，烏孫向其進貢。早在437年之前，蒙古高原的柔然就曾經數次攻打烏孫國。北魏希望挑戰柔然，曾經在437年派遣董琬、高明等人出使西域，途經烏孫，受到烏孫王的禮待。此後烏孫往蔥嶺遷徙，在漢文史籍上消失。

### 突厥與蒙古
西元552年，古突厥首领土門擊潰柔然，在蒙古高原建立了突厥汗國，土门的弟弟室点密則在伊犁河流域建立西突厥汗國，成為第一代西突厥可汗，他的牙帳位在今伊犁特克斯河流域。西元657年，唐帝國（桃花石）派遣蘇定方西征，西突厥被滅國。伊犁等地歸入唐北庭大都护府管轄。當時伊犁的主要部族是突厥葛逻禄部。《新唐书》记有蛰失密城，为伊宁古称。“蛰失蜜”即古波斯語yasmin，当时汉语翻译为耶悉茗，即素馨花。因波斯语、阿拉伯语、突厥语中，yasmin为的素馨花和茉莉花的统称。故“蛰失密城”在当代又翻译为茉莉花城。蛰失密城之名日后演变为古丽扎城（花园城）、固勒扎城（盘羊城）。
十世紀時，葛逻禄与回鶻联合，建立了喀喇汗國，伊犁在此時開始伊斯蘭化。1124年，伊犁的葛邏祿部族臣服於東來的西遼（喀喇契丹）。1211年，伊犁河流域的葛逻禄部投附蒙古帝国。成吉思汗征服西域和中亚广大地区后，在1224年建立察合台汗国，统治包括伊犁與吉爾吉斯斯坦在内的中亚地区。1346年，察合台汗國分裂，伊犁被歸給東察合台汗國（蒙兀兒斯坦），並在1418-1508年以「亦力把里」一名作為東察合台汗國國都。此時東察合台汗國的蒙古人已大部融合于伊斯兰教信仰之中，史冊中稱之為蒙兀兒人（Mongol）。
1514年，亦力把里汗速檀阿黑麻（Ahmad Alaq）之子薩亦德（Sultan Said Khan）在喀什噶爾建立葉爾羌汗國，伊犁也成為其勢力範圍。此時喀什噶爾的白山派與葉爾羌城的黑山派兩大和卓系統興起，彼此互鬥不已。1677年，瓦剌（衛拉特）蒙古崛起，獲得葉爾羌汗國的臣服。南進新疆的瓦剌四部中，準噶爾部以伊犁为根据地相继控制阿尔泰、塔城等地，逐渐取得统治地位，建立準噶爾汗國。

### 清朝
1755年（乾隆二十年），清朝征服伊犁盆地的準噶爾部與喀什噶爾的白山派，決定以伊犁盆地作為控制新疆的主要根據地，於1760年設立伊犁辦事大臣，兩年後在伊犁设立了总统伊犁等处将军，作为当时西域最高行政和军事长官，统辖天山南北各路，並在伊犁河谷建立「九城」，在今哈萨克的伊犁河南岸特克斯河上游、恰伦河两岸有厄鲁特营，春贾有锡伯营和北岸扎尔肯特有索伦营到北天山沿线之间设有卡伦。伊寧市為當時的寧遠城，又稱老固勒扎（Old Ghulja）或塔蘭奇固勒扎（Taranchi Kulja）。1888-1914年間為寧遠縣。
1864年，在同治新疆回亂期間，新疆一些地区被新出現的哲德沙爾汗國（Yettishar）佔領，伊犁的東干族與塔蘭奇則成立了塔蘭奇蘇丹政權，整個伊犁河谷只有惠遠城由清軍控制，其他地方都被穆斯林叛軍占領。穆斯林叛軍大肆屠殺寧遠城的滿族人，伊犁將軍明緒（Mingsioi）也連同家人殉死城中。1871年，俄羅斯帝國侵略伊犁，直到1880年才經由《伊犁條約》將霍爾果斯河以東地區還給中國清朝。
1884年（光緒十年）十月，新疆建省，伊犁將軍改為「伊犁駐防將軍」，民政功能移除，軍事方面也只管伊犁與塔城。軍府制（Amban）與伯克制（Baig）廢除，由道府州縣取代。
1888年，伊塔道設立，道員駐寧遠城，下設伊犁府、塔城直隸廳和精河直隸廳，寧遠城設為寧遠縣。

### 民國時期
1914年2月1日，伊犁鎮边使改为鎮守使，由中央直轄改為新疆省管轄。因多个省份均有同名的寧遠县，故将新疆的宁远县改名為伊寧縣。
1943年設立伊犁專區，下轄11縣與新源設治局。
1944年9月，在蘇聯的支持下，伊犁、塔城、阿山发生「伊宁事变」（中共稱為三区革命），伊寧的維吾爾族人武装蜂起，會同阿勒泰與塔城的哈薩克族人，成立東突厥斯坦共和國，與中華民國新疆省政府對立。1948年8月1日，阿合买提江·哈斯木在伊犁成立“新疆保卫和平民主同盟”，並通電支持中国共产党。1949年9月，新疆和平解放。10月12日，中国人民解放军进军新疆，20日进驻新疆省会迪化（今乌鲁木齐）。

### 共和國時期
- 1949年12月中旬，中国人民解放军进驻伊宁县县城。1950年6月，成立伊宁县人民政府[6]。
- 1952年5月23日，政务院批准设立伊宁市，时伊宁县辖9个区，县城5个区析置划归伊宁市[6]。
- 1953年，伊宁县六区七乡（库色木契克乡）划归博乐县、八区三乡（玛勒巴扎）划归伊宁市[6]。
- 1954年11月，以伊犁、塔城、阿勒泰3个专区为基础成立伊犁哈萨克自治州，首府驻伊宁市。
- 1955年12月，伊犁专区撤销，所属市、县由伊犁哈萨克自治州直辖。州辖塔城、阿勒泰两个专区和直属1市9县，共辖1市23县（1966年撤销水定县）。此時不停有維吾爾與哈薩克族人越境逃入蘇聯。
- 1969年5月，成立伊犁哈萨克自治州革命委员会，只管辖伊犁1市8县。
- 1975年8月，恢复自治州权限，伊犁哈萨克自治州首府迁至奎屯市，同时恢复伊犁地区党政建制，伊犁州直辖奎屯市。
- 1977年，霍城县发生伊犁农垦局六十一团场礼堂火灾，造成694人死亡、161人受傷。
- 1979年，再次撤销伊犁地区建制，首府迁回伊宁市。原则管理塔城、阿勒泰地区，直辖2市8县。
- 1985年1月，伊犁地区建制再次恢复，伊犁州直辖奎屯市。
- 1997年2月5日，发生“伊宁二五、二六事件”。
- 2001年3月，第三次撤销伊犁地区建制，伊犁哈萨克自治州辖塔城地区、阿勒泰地区，直辖伊宁 、奎屯等2市和7县1自治县。
- 2014年6月26日，设立县级霍尔果斯市，由伊犁哈萨克自治州管辖。

## 地理
伊宁市地处伊犁河谷盆地中央。东连伊宁县，西邻霍城县，南濒伊犁河与察布查尔锡伯自治县隔河相望，北依天山支脉科古尔琴山。地表水径流主要有伊犁河、人民渠、北支干渠、团结渠、北山沟及泉水等。伊犁河从本市南沿由东向西蜿蜒流过，在本市流程为35.3千米，在中国境内的流程150余千米，集水面积5万余平方千米，年平均径流量118.06亿立方米。
伊宁市属北温带大陆性气候，四季分明，日照充足，年均气温10.5℃，1月最冷年均12℃，7月最热年均22。8℃，年均降水量245.1毫米，无霜期190天，年均日照3080.8小时，具有发展特色农业的水土光热资源优势。冬季市区一般年份最低温≤-30℃，海拔850～1500米的地带属内暖带(逆温层)，其中以海拔900～1200米的浅山地带最明显，1月平均温度较平原地区高4℃以上，一般在11月初形成，次年3月上旬结束。春季气温上升快，但不稳定，由于冷空气的侵入频繁，易使上升的温度又急剧下降，倒春寒每两年1次。夏季炎热，平原地区极端最高温度可达39℃～41℃，有稳定的炎热期，最热7月，平均温度在22℃～23℃。秋季温度下降快，由于北方冷空气活动加强，于9月上旬出现寒潮和霜冻，农作物易受害。
| 伊宁市气象数据（1971年至2000年） | 伊宁市气象数据（1971年至2000年） | 伊宁市气象数据（1971年至2000年） | 伊宁市气象数据（1971年至2000年） | 伊宁市气象数据（1971年至2000年） | 伊宁市气象数据（1971年至2000年） | 伊宁市气象数据（1971年至2000年） | 伊宁市气象数据（1971年至2000年） | 伊宁市气象数据（1971年至2000年） | 伊宁市气象数据（1971年至2000年） | 伊宁市气象数据（1971年至2000年） | 伊宁市气象数据（1971年至2000年） | 伊宁市气象数据（1971年至2000年） | 伊宁市气象数据（1971年至2000年） |
| 月份                             | 1月                              | 2月                              | 3月                              | 4月                              | 5月                              | 6月                              | 7月                              | 8月                              | 9月                              | 10月                             | 11月                             | 12月                             | 全年                             |
| -------------------------------- | -------------------------------- | -------------------------------- | -------------------------------- | -------------------------------- | -------------------------------- | -------------------------------- | -------------------------------- | -------------------------------- | -------------------------------- | -------------------------------- | -------------------------------- | -------------------------------- | -------------------------------- |
| 历史最高温 °C（°F）              | 11.8 (53.2)                      | 19.6 (67.3)                      | 27.6 (81.7)                      | 33.5 (92.3)                      | 36.0 (96.8)                      | 36.5 (97.7)                      | 39.2 (102.6)                     | 38.3 (100.9)                     | 37.3 (99.1)                      | 31.1 (88.0)                      | 22.6 (72.7)                      | 14.5 (58.1)                      | 39.2 (102.6)                     |
| 平均高温 °C（°F）                | −2.1 (28.2)                      | 0.2 (32.4)                       | 9.0 (48.2)                       | 20.4 (68.7)                      | 24.8 (76.6)                      | 28.5 (83.3)                      | 31.0 (87.8)                      | 30.4 (86.7)                      | 25.8 (78.4)                      | 18.0 (64.4)                      | 8.7 (47.7)                       | 1.3 (34.3)                       | 16.3 (61.4)                      |
| 日均气温 °C（°F）                | −8.8 (16.2)                      | −6.2 (20.8)                      | 2.8 (37.0)                       | 12.7 (54.9)                      | 17.2 (63.0)                      | 20.9 (69.6)                      | 23.1 (73.6)                      | 22.0 (71.6)                      | 17.1 (62.8)                      | 9.5 (49.1)                       | 2.1 (35.8)                       | −4.6 (23.7)                      | 9.0 (48.2)                       |
| 平均低温 °C（°F）                | −15.0 (5.0)                      | −12.2 (10.0)                     | −2.5 (27.5)                      | 5.8 (42.4)                       | 10.2 (50.4)                      | 14.0 (57.2)                      | 15.8 (60.4)                      | 14.1 (57.4)                      | 9.3 (48.7)                       | 2.9 (37.2)                       | −2.8 (27.0)                      | −9.5 (14.9)                      | 2.5 (36.5)                       |
| 历史最低温 °C（°F）              | −40.4 (−40.7)                    | −34.7 (−30.5)                    | −23.8 (−10.8)                    | −8.6 (16.5)                      | −2.3 (27.9)                      | 3.4 (38.1)                       | 6.9 (44.4)                       | 2.8 (37.0)                       | −2.8 (27.0)                      | −11.7 (10.9)                     | −37.2 (−35.0)                    | −37.2 (−35.0)                    | −40.4 (−40.7)                    |
| 平均降水量 mm（）                | 17.9 (0.70)                      | 19.1 (0.75)                      | 20.2 (0.80)                      | 28.0 (1.10)                      | 27.2 (1.07)                      | 28.5 (1.12)                      | 20.2 (0.80)                      | 14.2 (0.56)                      | 14.6 (0.57)                      | 26.1 (1.03)                      | 27.8 (1.09)                      | 25.0 (0.98)                      | 268.8 (10.57)                    |
| 平均降水天数（≥ 0.1 mm）         | 8.1                              | 7.6                              | 8.1                              | 7.6                              | 8.6                              | 9.1                              | 8.1                              | 6.2                              | 4.4                              | 6.7                              | 7.4                              | 8.3                              | 90.2                             |
| 平均相對濕度（％）               | 78                               | 78                               | 70                               | 55                               | 58                               | 59                               | 56                               | 54                               | 57                               | 66                               | 74                               | 78                               | 65                               |
| 月均日照時數                     | 159.7                            | 170.9                            | 213.8                            | 252.2                            | 291.5                            | 299.6                            | 327.4                            | 316.0                            | 274.8                            | 213.8                            | 168.6                            | 145.7                            | 2,834                            |
| 可照百分比                       | 56                               | 58                               | 58                               | 63                               | 64                               | 65                               | 70                               | 73                               | 73                               | 68                               | 58                               | 53                               | 64                               |
| 来源：中国气象局                 |                                  |                                  |                                  |                                  |                                  |                                  |                                  |                                  |                                  |                                  |                                  |                                  |                                  |

## 行政区划
伊宁市下辖8个街道办事处、4个镇、5个乡：
萨依布依街道、墩买里街道、伊犁河路街道、喀赞其街道、都来提巴格街道、琼科瑞克街道、艾兰木巴格街道、解放路街道、巴彦岱镇、潘津镇、英也尔镇、达达木图镇、汉宾乡、塔什科瑞克乡、喀尔墩乡、托格拉克乡、克伯克圩孜乡和伊宁边境经济合作区。

## 交通
- 伊宁机场
- 218国道过境
- 清伊高速

## 人口
2020年末，根据第七次人口普查数据显示：全市常住人口为778047人。
伊宁目前所属的伊犁哈萨克自治州管辖了新疆西北部的伊犁、塔城地区、阿勒泰地区等三地区，是中国唯一的副省级自治州。伊宁是其直属的县市之一，并为首府所在地。伊宁歷史上一直是多民族混居的地方。現在全市人口中维吾尔族、汉族、回族、哈萨克族较多，另有锡伯族、蒙古族、乌兹别克族、俄罗斯族等，民族风情浓郁，其中维吾尔、回、哈萨克等民族的人口有人信伊斯兰教。生活在伊寧的锡伯族，系清乾隆年间从中国东北西迁而来。

## 產業

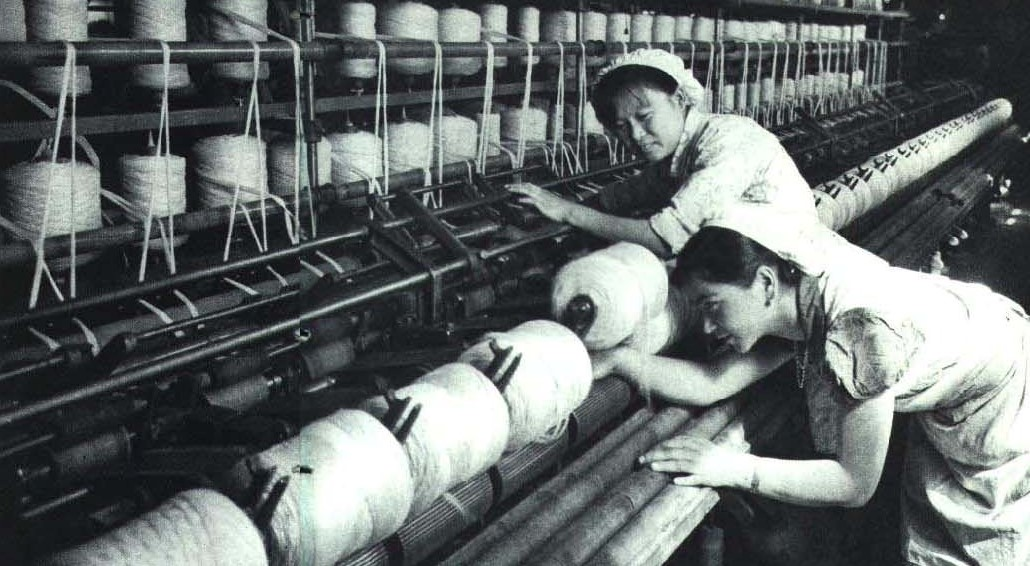
1964年的伊宁毛纺厂

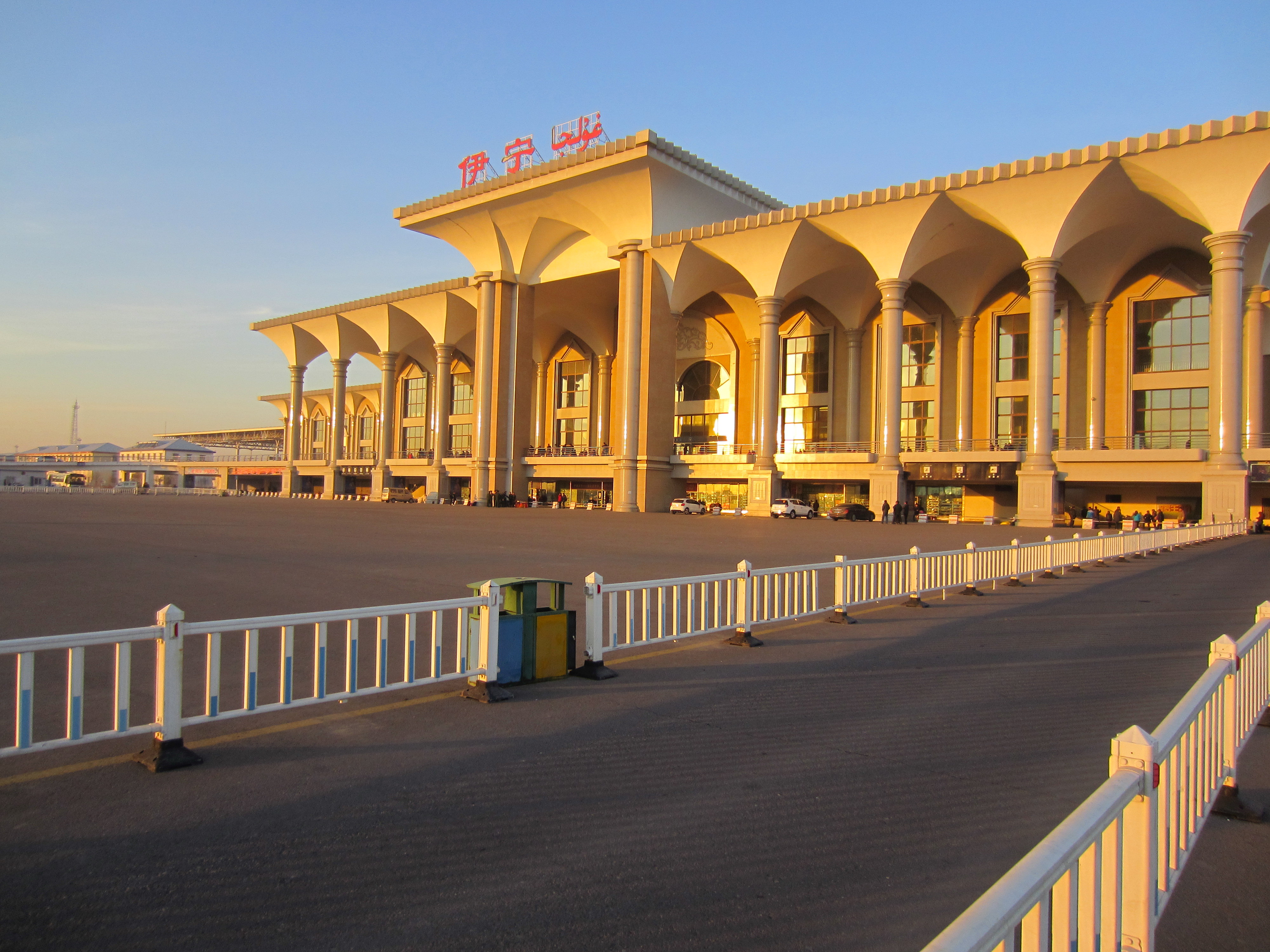
伊寧站

伊宁地处伊犁河谷中部的绿洲内，全境地势平缓，年平均气温8.4℃，降水量262毫米。城区内绿树成荫，绿化率达40%以上，有“塞外江南”之称。温和湿润的气候和充裕的水资源使这里很适合发展农业。这里主要种植小麦、亚麻、甜菜、烟草等作物，以及苹果、西瓜、甜瓜等各类瓜果。境内煤炭资源非常丰富，工业有采矿、纺织、食品、皮革、建材等。自二十世纪九十年代起，通过临近的霍尔果斯口岸，伊宁与哈萨克斯坦等中亚各国的贸易增长较快。

## 文化和旅游
清朝伊犁将军最初驻伊宁，并从这里统治整个新疆地区。后筑伊犁九城，其中惠远城（位于今霍城）为将军驻地，而宁远城即今伊宁市为商民聚集之所。城内外古迹较多，有伊犁将军府、陕西大寺（回族大寺）、拜都拉大寺、火龙洞等许多名胜和宗教建筑。
- 全国重点文物保护单位：伊犁将军府

## 教育
2010年9月，伊宁市所有中小学校实行民汉合校。